# Lobus (Geometridae)
Lobus là một chi bướm đêm thuộc họ Geometridae.

## Các loài
- Lobus trisyneura Lower, 1903
- Lobus lithinopa Meyrick, 1892